# Parapsyllus longicornis
Parapsyllus longicornis är en loppart som beskrevs av Günther Enderlein 1901. Parapsyllus longicornis ingår i släktet Parapsyllus och familjen Rhopalopsyllidae. Inga underarter finns listade i Catalogue of Life.